# 胡赓年
胡赓年（1907年4月22日—1989年4月25日），號令眉，瓜爾佳氏，滿族，瀋陽正紅旗人，生于大清奉天省奉天府，中華民國政治人物，曾任瀋陽、旅順市長、立法委員。

## 生平[2]
出生後不久父便驟然過世，性格剛烈的滿洲女子母親，在胡賡年2歲時，又因一樁小事遭人誤解想不開便吞服大量鴉片自殺。當時，祖父母又接續過世，抗战时期的满洲国大臣臧式毅是胡家远房姻亲，臧家有7个儿子，家里人口众多，需要一个女孩帮忙，大他4歲的姊姊便带着胡賡年一同寄居臧家，至此胡賡年的血親只剩下一位伯父和姊姊。雖然後來隨伯父到吉林讀書，但胡賡年很少提及寄居期間待他不薄的伯父，但對於代替母職照顧他的姊姊，一直念念不忘。這段寄人籬下的生活對胡賡年性格的形成影響極大。早年考入金陵大学，五卅反帝运动爆发后从教会大学转入国立东南大学就读于政治系，后留学日本早稻田大学、东京帝国大学。
抗戰爆發，自日返國後加入中國國民黨。九一八事变时，曾在东京向国际联盟派出的李顿调查团调查递交英文报告书，并先行阐述真相。回国后曾任中央陆军军官学校教官、陝西省韓城縣县长、辽宁旅顺市长等职。1940年在在甘肅平涼任三十八集團軍總部軍法處處長。
抗戰勝利後曾發表為奉天市市長，因東北國共關係惡化未克就任，返回瀋陽，担任青年团主任，接着转任《中苏日报》社长（接余纪忠先生的职位），2年后《中苏日报》改为《中央日报》，仍為社长。1948年當選瀋陽市立法委員。
1949年隨國民政府到臺灣。因不能苟同蔣中正獨裁作風，因此不得已转而支持他也不十分欣赏的桂系将领李宗仁。那时有一群民主派学者准备在英屬香港支持李宗仁搞所谓的第三势力，於是时常往返台、港。在香港住了一年半后，发现第三势力尚不成气候，郁郁不乐地返回臺北，参与政治的热情从此低落不振，並转向对园艺和围棋的喜好。因曾留学日本，会说流利日语，因此當時和不会说中华民国国语的台灣人间搭起了可以交流的管道，因而結識日後還能維繫長久情誼的友人。

## 家庭
胡赓年曾有三位夫人，第一任夫人潘玉璞於就讀東南大學結識，岳母對他頗滿意，受潘家溫情感動而結婚，但猜疑岳母視他為外人而疏遠妻子，甚至在東南大學學業未完成即轉往日本留學。因为璩诗方介入無法與胡復合而远走美国，並攻讀至硕士，曾於联合国擔任统计部主管，對胡茵梦視如親生女，胡去美國紐約時會拜訪潘阿姨。
第二任夫人璩诗方在抗战期间於重慶結識，璩诗方於1910年出生於天津某位县长家中，籍貫安徽桐城。母親是父親续娶填房，父親元配已育有2子，但璩诗方小学时，父親再纳妾並生男嬰，猩紅熱奪走了璩詩方同父異母的三位兄弟，據璩回憶：「這幾個寶貝兒子一死，我父親也沒什麼活頭了，第二年就跟著走了。」經此大難，這個在天津堪稱富裕的官宦人家的生活一下子就墮入了谷底。璩家各房為財產和房產爭執不休。而身為小妾之女，璩詩方註定難脫「身份」的悲情，14岁便能為亲戚具状打官司爭房產，曾就读于天津女子师范学院中文系，先後在校報上發表了《憶王孫》、《塞上吟》、《初夏晚晴》、《初冬雜感》4首詩詞。20歲時經人介紹熱衷政治、經濟能力不差但相貌令人遺憾的第一任丈夫，并被傳染淋病導致輸卵管堵塞。抗戰勝利後於上海友人家中同胡赓年重逢，同胡赓年在上海生活一年後，1949年隨同胡赓年私奔遷臺，1953年為胡誕下一女胡茵梦，但兩人個性不和，家庭不睦，關係漸行漸遠，胡很少回家，於胡茵梦初三時分居，但月薪仍交璩诗方作為家用。母女倆一直生活在一起，胡因夢所有收入，全交母親管理，由她負責投資。雖衣食無憂，但璩詩方的不安全感讓她仍省吃儉用，而且已到無法令人理解的程度，每個月只給胡因夢2萬元新臺幣零用，多年來都未調整過。
第三任夫人是一位曾經營餐館、信佛茹素、包容賢淑的華姓女子，胡赓年分居後沒幾年後就癱瘓在床，晚年亦由她照料。據胡茵梦自傳談及父親死後，立法院曾發下一筆200多萬的撫恤金，經向母親溝通，應交予竭盡心力照顧父親晚年而多年來日子難過的華阿姨，璩詩方於次日將撫卹金匯給她。按立法院撫卹金應發給配偶，即胡赓年身故時配偶仍為璩诗方。
除妻儿外，胡赓年在臺唯一親戚，其親姊之子、即外甥劉光夏（日後舉家移民美國，並於夏威夷州立大學東方語文學系擔任教授）。